# Liste der Kulturdenkmale in Weida
In der Liste der Kulturdenkmale in Weida sind die Kulturdenkmale der thüringischen Stadt Weida im Landkreis Greiz aufgelistet.

## Legende
- Bild: zeigt ein Bild des Kulturdenkmals und gegebenenfalls einen Link zu weiteren Fotos des Kulturdenkmals im Medienarchiv Wikimedia Commons
- Bezeichnung: Name, Bezeichnung oder die Art des Kulturdenkmals
- Lage: Wenn vorhanden Straßenname und Hausnummer des Kulturdenkmals; Grundsortierung der Liste erfolgt nach dieser Adresse. Der Link Karte führt zu verschiedenen Kartendarstellungen und nennt die Koordinaten des Kulturdenkmals.
 Kartenansicht, um Koordinaten zu setzen – in dieser Kartenansicht sind Kulturdenkmale ohne Koordinaten mit einem roten bzw. orangen Marker dargestellt und können in der Karte gesetzt werden. Kulturdenkmale ohne Bild sind mit einem blauen bzw. roten Marker gekennzeichnet, Kulturdenkmale mit Bild mit einem grünen bzw. orangen Marker.
- Datierung: gibt das Jahr der Fertigstellung beziehungsweise das Datum der Erstnennung oder den Zeitraum der Errichtung an
- Beschreibung: bauliche und geschichtliche Einzelheiten des Kulturdenkmals, vorzugsweise die Denkmaleigenschaften
- ID: Die ID identifiziert das Kulturdenkmal eindeutig. In Thüringen sind aktuell keine IDs veröffentlicht. In der ID-Spalte kann sich auch folgendes Icon  befinden, dies führt zu Angaben zu diesem Kulturdenkmal bei Wikidata.

## Kulturdenkmale nach Ortsteilen

### Gräfenbrück
| Bild                                    | Bezeichnung     | Lage                                | Datierung | Beschreibung | ID |
| --------------------------------------- | --------------- | ----------------------------------- | --------- | ------------ | -- |
| Direkt Bild zu diesem Denkmal hochladen | Brücke          | Gräfenbrück, Gräfenbrück            |           |              |    |
| BW                                      | Eisenbahnbrücke | Gräfenbrück, Gräfenbrück (Karte)    |           | Brücke       |    |
| BW                                      | Brücke          | Gräfenbrück, Gräfenbrück (Karte)    |           |              |    |
| BW                                      | Gehöft          | Gräfenbrück, Gräfenbrück 15 (Karte) |           |              |    |
| BW                                      | Schafhof        | Gräfenbrück, Gräfenbrück 19 (Karte) |           | Wohnhaus     |    |
| BW                                      | Eisenbahnbrücke | Gräfenbrück, Neuhof o.Nr. (Karte)   |           | Brücke       |    |

### Hohenölsen
| Bild                           | Bezeichnung            | Lage                               | Datierung | Beschreibung           | ID |
| ------------------------------ | ---------------------- | ---------------------------------- | --------- | ---------------------- | -- |
| BW                             | Gehöft                 | Hohenölsen, Hauptstraße 10 (Karte) |           |                        |    |
| BW                             | Gehöft                 | Hohenölsen, Hauptstraße 14 (Karte) |           |                        |    |
| weitere Bilder Fotos hochladen | Ev. Dorfkirche         | Hohenölsen, Mühlweg 3 (Karte)      |           | Kirche mit Ausstattung |    |
| BW                             | Wohnhaus mit Umgebinde | Hohenölsen, Mühlweg 4 (Karte)      |           |                        |    |

### Liebsdorf
| Bild                                    | Bezeichnung             | Lage                                  | Datierung | Beschreibung          | ID |
| --------------------------------------- | ----------------------- | ------------------------------------- | --------- | --------------------- | -- |
| BW                                      | 'Die Liebsburg'         | Liebsdorf (Karte)                     |           | Bodendenkmal          |    |
| Direkt Bild zu diesem Denkmal hochladen | Der Hain, Turmhügel     | Liebsdorf                             |           | Bodendenkmal          |    |
| BW                                      | Aumabrücke              | Liebsdorf, Schömberger Weg (Karte)    |           | Brücke                |    |
| weitere Bilder Fotos hochladen          | Liebsdorfer Eisenhammer | Liebsdorf, Schömberger Weg 21 (Karte) |           | Gehöft und Hammerwerk |    |

### Loitsch
| Bild | Bezeichnung                   | Lage                        | Datierung | Beschreibung | ID |
| ---- | ----------------------------- | --------------------------- | --------- | ------------ | -- |
| BW   | Bahnhof und Stellwerksgebäude | Loitsch, Loitsch (Karte)    |           |              |    |
| BW   | Gehöft                        | Loitsch, Loitsch 13 (Karte) |           |              |    |

### Schömberg
| Bild                           | Bezeichnung                                         | Lage                            | Datierung | Beschreibung | ID |
| ------------------------------ | --------------------------------------------------- | ------------------------------- | --------- | ------------ | -- |
| BW                             | Gehöft                                              | Schömberg, Schömberg 1 (Karte)  |           |              |    |
| BW                             | Wohnhaus                                            | Schömberg, Schömberg 12 (Karte) |           |              |    |
| BW                             | Gehöft                                              | Schömberg, Schömberg 13 (Karte) |           |              |    |
| weitere Bilder Fotos hochladen | Kirche mit Ausstattung und Kirchhof mit Einfriedung | Schömberg, Schömberg 7a (Karte) |           |              |    |

### Schüptitz
| Bild                           | Bezeichnung                                         | Lage                           | Datierung | Beschreibung | ID |
| ------------------------------ | --------------------------------------------------- | ------------------------------ | --------- | ------------ | -- |
| weitere Bilder Fotos hochladen | Kirche mit Ausstattung und Kirchhof mit Einfriedung | Schüptitz, Schüptitz 1 (Karte) |           |              |    |
| BW                             | Wohnhaus                                            | Schüptitz, Schüptitz 7 (Karte) |           |              |    |
| BW                             | Gehöft                                              | Schüptitz, Schüptitz 9 (Karte) |           |              |    |

### Steinsdorf
| Bild                           | Bezeichnung                                                            | Lage                               | Datierung | Beschreibung | ID |
| ------------------------------ | ---------------------------------------------------------------------- | ---------------------------------- | --------- | ------------ | -- |
| BW                             | Eisenbahnbrücke                                                        | Steinsdorf, Steinsdorf (Karte)     |           |              |    |
| BW                             | Pfarrhof                                                               | Steinsdorf, Steinsdorf 12 (Karte)  |           |              |    |
| weitere Bilder Fotos hochladen | Kirche mit Ausstattung, Kirchhof mit Einfriedung und Gefallenendenkmal | Steinsdorf, Steinsdorf 12a (Karte) |           |              |    |

### Weida
| Bild | Bezeichnung                                                | Lage | Datierung | Beschreibung                                               | ID |
| --- | ---------------------------------------------------------- | --- | --------- | ---------------------------------------------------------- | -- |
| BW | Der Sperlingsberg mit der Widenkirche                      | Weida (Karte) |           | Bodendenkmal                                               |    |
| BW | Burg Weida, seit 17. Jh. 'Osterburg'                       | Weida (Karte) |           | Bodendenkmal                                               |    |
| BW | Wallanlage 'Wartenburg'                                    | Weida (Karte) |           | Bodendenkmal                                               |    |
| BW | 'Die Liebsburg'                                            | Weida (Karte) |           | Bodendenkmal                                               |    |
| [[Vorlage:Bilderwunsch/code!/O:!/C:50.77058,12.058305!/D:Am Plan; Am Wasser; Aumaer Straße; Brauhausgasse; Brüderstraße; Burgstraße; Geraer Straße bis 23, 36; Gräfenbrücker Straße 1a, 4, 6; Greizer Straße bis 13, 24; Kanalstraße; Kirchberg; Kirchplatz; Kirchstraße; Kleine Pfarrstraße; Marktstraße; Mittelstraße; Mühlstraße; (Neu)Markt; Nonnenhof; Nonnenhof; Obere Hainstraße 3; Obere Straße 15; Petersberg; Petersstraße; Pfarrstraße; Pfortenstraße 1; Platz der Freiheit 1, 2, 3, 4, 5, 6, 7, 8, 9, 10, 11, 12 ,13, 14, 15, 16, 17, 18, 19, 20, 21, 22, 23; Poststraße; Rosenstraße; Sand; Sandstraße; Scheunenweg; Schloßberg; Schloßstraße; Schloßstufen; Stegstraße; Untere Hainstraße; Untere Straße; Wallstraße; Wiedenstraße 1; Zimmerstraße, Kernstadt Weida (Altstadt und Neustadt)!/\|BW]] | Kernstadt Weida (Altstadt und Neustadt)                    | Weida, Am Plan; Am Wasser; Aumaer Straße; Brauhausgasse; Brüderstraße; Burgstraße; Geraer Straße bis 23, 36; Gräfenbrücker Straße 1a, 4, 6; Greizer Straße bis 13, 24; Kanalstraße; Kirchberg; Kirchplatz; Kirchstraße; Kleine Pfarrstraße; Marktstraße; Mittelstraße; Mühlstraße; (Neu)Markt; Nonnenhof; Nonnenhof; Obere Hainstraße 3; Obere Straße 15; Petersberg; Petersstraße; Pfarrstraße; Pfortenstraße 1; Platz der Freiheit 1, 2, 3, 4, 5, 6, 7, 8, 9, 10, 11, 12 ,13, 14, 15, 16, 17, 18, 19, 20, 21, 22, 23; Poststraße; Rosenstraße; Sand; Sandstraße; Scheunenweg; Schloßberg; Schloßstraße; Schloßstufen; Stegstraße; Untere Hainstraße; Untere Straße; Wallstraße; Wiedenstraße 1; Zimmerstraße (Karte) |           | Ensemble                                                   |    |
| BW | Wohnhaus                                                   | Weida, Am Wasser 1 (Karte) |           |                                                            |    |
| BW | Eisenbahnviadukt Oschütztal                                | Weida, Bahnhofstraße o. Nr. (Karte) |           | Brücke                                                     |    |
| BW | Postgebäude                                                | Weida, Bahnhofstraße 16 (Karte) |           |                                                            |    |
| BW | Comenius-Schule                                            | Weida, Bahnhofstraße 17; Rudolf-Alander-Straße 2 (Karte) |           | Schule und Turnhalle                                       |    |
| BW | Gymnasium                                                  | Weida, Bahnhofstraße 19 (Karte) |           | Schule                                                     |    |
| BW | Kirche mit Ausstattung                                     | Weida, Bahnhofstraße 32 (Karte) |           |                                                            |    |
| BW | Wohnhaus mit Gartengrundstück                              | Weida, Bahnhofstraße 37 (Karte) |           |                                                            |    |
| BW | Kaufhaus mit Nebengebäude                                  | Weida, Brüderstraße 6 (Karte) |           |                                                            |    |
| BW | Wohnhaus                                                   | Weida, Burgstraße 1 (Karte) |           |                                                            |    |
| BW | Wohnhaus                                                   | Weida, Burgstraße 13, 15 (Karte) |           |                                                            |    |
| BW | Wohnhaus                                                   | Weida, Burgstraße 4 (Karte) |           |                                                            |    |
| BW | Wohnhaus                                                   | Weida, Burgstraße 5 (Karte) |           |                                                            |    |
| BW | Wohnhaus                                                   | Weida, Clara-Zetkin-Straße 7 (Karte) |           |                                                            |    |
| BW | Kammerer-Turnhalle                                         | Weida, Dr.-Rudolf-Breitscheid-Straße 14 (Karte) |           | Vereinshaus mit Turnhalle                                  |    |
| BW | Kindergarten                                               | Weida, Ernst-Thälmann-Straße 2 (Karte) |           |                                                            |    |
| BW | Ehemalige Villa Prasse                                     | Weida, Ernst-Thälmann-Straße 21 (Karte) |           | Wohnhaus mit Gartenanlage                                  |    |
| BW | Wohnhaus mit Gartengrundstück                              | Weida, Friedhofstraße 3 (Karte) |           |                                                            |    |
| BW | Friedhof                                                   | Weida, Friedhofstraße 4 (Karte) |           | Friedhofskapelle mit Ausstattung                           |    |
| BW | Ehrenfriedhof (sowjetisch) und Obelisk                     | Weida, Friedhofstraße 4 (Karte) |           |                                                            |    |
| BW | Wohnhaus                                                   | Weida, Geraer Straße 14 (Karte) |           |                                                            |    |
| BW | Pfeifersches Haus                                          | Weida, Geraer Straße 30 (Karte) |           | Wohn- und Betriebsgebäude, Mühlgraben, Fluss, Wehr         |    |
| BW | ehem. Franckesche Gerberei                                 | Weida, Geraer Straße 31 (Karte) |           | Wohn- und Kontorgebäude, Speicherbau                       |    |
| BW | Stadthof und Portal                                        | Weida, Geraer Straße 6 (Karte) |           |                                                            |    |
| BW | Wohnhaus                                                   | Weida, Geraer Straße 8 (Karte) |           |                                                            |    |
| BW | Wohn- und Geschäftshaus                                    | Weida, Geraer Straße 9 (Karte) |           |                                                            |    |
| BW | Kaffee-Museum                                              | Weida, Gräfenbrücker Straße 1a (Karte) |           | Wohn- und Geschäftshaus                                    |    |
| BW | Katschmühle                                                | Weida, Gräfenbrücker Straße 1b (Karte) |           | Wassermühle                                                |    |
| BW | Wohnhaus                                                   | Weida, Gräfenbrücker Straße 27 (Karte) |           |                                                            |    |
| BW | Schule mit Internat                                        | Weida, Gräfenbrücker Straße 6a (Karte) |           |                                                            |    |
| BW | Wohnhaus                                                   | Weida, Greizer Straße 5 (Karte) |           |                                                            |    |
| weitere Bilder Fotos hochladen | Widenkirche                                                | Weida, Kirchberg (Karte) |           | Kirchenruine mit Bahrenhaus, Grabstein(e) und Gedenkstätte |    |
| BW | Freihaus                                                   | Weida, Kirchberg 21 (Karte) |           |                                                            |    |
| BW | Wohn- und Geschäftshaus                                    | Weida, Kirchberg 8 (Karte) |           |                                                            |    |
| weitere Bilder Fotos hochladen | St. Marien                                                 | Weida, Kirchplatz 3 (Karte) |           | Kirche mit Ausstattung                                     |    |
| BW | Lindenschule                                               | Weida, Kirchplatz 5 (Karte) |           | Schule                                                     |    |
| BW | Marktbrunnen                                               | Weida, Markt (Karte) |           | Brunnen                                                    |    |
| weitere Bilder Fotos hochladen | Rathaus mit Ausstattung und Sparkasse                      | Weida, Markt 1; Petersstraße 4 (Karte) |           |                                                            |    |
| BW | Wohn- und Geschäftshaus                                    | Weida, Markt 10 (Karte) |           |                                                            |    |
| BW | Apotheke mit Offizineinrichtung                            | Weida, Markt 13 (Karte) |           |                                                            |    |
| BW | Stadthof                                                   | Weida, Markt 4; Poststraße 1 (Karte) |           |                                                            |    |
| BW | Wohnhaus                                                   | Weida, Markt 9 (Karte) |           |                                                            |    |
| BW | Scheune                                                    | Weida, Mühlstraße (Karte) |           |                                                            |    |
| BW | Eisenbahnbrücke                                            | Weida, Neuhof o.Nr. (Karte) |           | Brücke                                                     |    |
| BW | Brücke                                                     | Weida, Neustädter Straße o.Nr. (Karte) |           |                                                            |    |
| BW | Wohn- und Geschäftshaus                                    | Weida, Neustädter Straße 1, 3 (Karte) |           |                                                            |    |
| BW | Wohnhaus                                                   | Weida, Neustädter Straße 18 (Karte) |           |                                                            |    |
| BW | Kino                                                       | Weida, Neustädter Straße 2 (Karte) |           |                                                            |    |
| BW | Wohnhaus in Gartengrundstück                               | Weida, Neustädter Straße 20 (Karte) |           |                                                            |    |
| BW | Wohnhaus                                                   | Weida, Neustädter Straße 21 (Karte) |           |                                                            |    |
| BW | Wohnhaus mit Ausstattung, Gartengrundstück und Einfriedung | Weida, Neustädter Straße 25 (Karte) |           |                                                            |    |
| BW | Wohnhaus                                                   | Weida, Neustädter Straße 40 (Karte) |           |                                                            |    |
| BW | sog. Kornhaus                                              | Weida, Nonnenhof 22 (Karte) |           | Kirchenruine                                               |    |
| BW | Betriebsteil Vogtlandstoffe/Stahlbetonbau                  | Weida, Obere Hainstraße (Karte) |           | Produktionsgebäude                                         |    |
| BW | Stichlingsbrücke                                           | Weida, Paul-Fuchs-Straße (Karte) |           | Brücke                                                     |    |
| weitere Bilder Fotos hochladen | Peterskirche                                               | Weida, Petersberg 8 (Karte) |           | Kirchenruine und Wohnhaus                                  |    |
| BW | Wohnhaus mit Hofraum und Nebengebäude                      | Weida, Petersstraße 3 (Karte) |           |                                                            |    |
| BW | Wohnhaus                                                   | Weida, Pfarrstraße 4 (Karte) |           |                                                            |    |
| BW | Lederwerke GmbH                                            | Weida, Pfortenstraße 14 (Karte) |           | Produktionsgebäude                                         |    |
| BW | Schule                                                     | Weida, Platz der Freiheit 1; Untere Straße 15 (Karte) |           |                                                            |    |
| BW | Freihaus                                                   | Weida, Platz der Freiheit 13 (Karte) |           |                                                            |    |
| BW | Portal                                                     | Weida, Platz der Freiheit 17 (Karte) |           |                                                            |    |
| BW | Gehöft                                                     | Weida, Platz der Freiheit 20 (Karte) |           |                                                            |    |
| BW | Wohnhaus                                                   | Weida, Platz der Freiheit 3 (Karte) |           |                                                            |    |
| BW | Brücke                                                     | Weida, Rudolf-Alander-Straße o.Nr. (Karte) |           |                                                            |    |
| BW | Toranlage                                                  | Weida, Rudolf-Alander-Straße 2 (Karte) |           |                                                            |    |
| BW | Pestkanzel                                                 | Weida, Rudolf-Alander-Straße 2 (Karte) |           | Kanzel                                                     |    |
| BW | Max-Greil-Schule                                           | Weida, Rudolf-Alander-Straße 2; Bahnhofstraße 17 (Karte) |           | Schule und Turnhalle                                       |    |
| BW | Scheune                                                    | Weida, Sand 11 (Karte) |           |                                                            |    |
| weitere Bilder Fotos hochladen | Osterburg                                                  | Weida, Schloßberg 14 (Karte) | 1163      | Schloss                                                    |    |
| BW | Brücke                                                     | Weida, Schloßmühlenweg o. Nr. (Karte) |           |                                                            |    |
| BW | Wohnhaus                                                   | Weida, Schloßstraße 17 (Karte) |           |                                                            |    |
| BW | Wohnhaus mit Töpferwerkstatt                               | Weida, Schloßstraße 6 (Karte) |           |                                                            |    |
| BW | Portal                                                     | Weida, Schloßstraße 7 (Karte) |           |                                                            |    |
| BW | Wohnhaus                                                   | Weida, Schloßstraße 8 (Karte) |           |                                                            |    |
| BW | sog. Weißes Haus                                           | Weida, Straße der Jugend 39 (Karte) |           | Gehöft                                                     |    |
| BW | Wohnhaus                                                   | Weida, Turmstraße 11 (Karte) |           |                                                            |    |
| BW | Wohnhaus                                                   | Weida, Turmstraße 13 (Karte) |           |                                                            |    |
| BW | Wohnhaus mit Holzstube                                     | Weida, Untere Straße 22 (Karte) |           |                                                            |    |
| BW | Lohgerberei mit Dampfmaschine                              | Weida, Untere Straße 6 (Karte) |           |                                                            |    |
| BW | Vorwerk Deschwitz des Klosters Mildenfurth                 | Weida, Vorwerk Deschwitz Gemäuer 2 (Karte) |           | Vorwerk                                                    |    |
| Direkt Bild zu diesem Denkmal hochladen | Wegstein                                                   | Weida, Weidaer Ratsholz o. Nr. |           |                                                            |    |
| Direkt Bild zu diesem Denkmal hochladen | Wegstein                                                   | Weida, Zschortaer Weg o. Nr. |           |                                                            |    |
| Direkt Bild zu diesem Denkmal hochladen | Stadtbefestigung                                           | Weida |           |                                                            |    |
| BW | Eiszeit-Denkstein                                          | Weida (Karte) |           | Gedenkstein                                                |    |